# In the Dark (Grateful Dead)
| Recensione       | Giudizio   |
| ---------------- | ---------- |
| Allmusic         | [ 1 ]      |
| Robert Christgau | C+         |
| Rolling Stone    | Favorevole |
| Piero Scaruffi   | [ 4 ]      |

In the Dark è il dodicesimo album in studio del gruppo rock statunitense Grateful Dead, pubblicato nel 1987.

## Tracce
Lato 1
1. Touch of Grey – 5:47
2. Hell in a Bucket – 5:35
3. When Push Comes to Shove – 4:05
4. West L.A. Fadeaway – 6:39

Lato 2
1. Tons of Steel – 5:15
2. Throwing Stones – 7:18
3. Black Muddy River – 5:58
4. My Brother Esau - 4:20

## Formazione
- Jerry Garcia - chitarra, voce
- Bob Weir - chitarra, voce
- Phil Lesh - basso
- Brent Mydland - tastiere, voce
- Mickey Hart - batteria, percussioni
- Bill Kreutzmann - batteria